# Accordi di Massandra
Gli accordi di Massandra furono una serie di quattro documenti ufficiali firmati il 3 settembre 1993 tra l'Ucraina e la Federazione Russa; ciò a seguito di negoziati che ebbero luogo nella residenza ufficiale del governo ucraino presso il Palazzo Massandra a Jalta, in Crimea. 
Tali accordi intendevano risolvere alcune delle questioni relative all'utilizzo delle armi nucleari rimaste situate sul territorio ucraino dopo la dissoluzione dell'Unione Sovietica; essi comprendevano: 
- Protocollo sulla risoluzione delle questioni relative alla flotta del Mar Nero (firmato a Mosca)[1]
- Principi di base sull'utilizzo dell'arma nucleare da parte delle forze nucleari strategiche situate in Ucraina.[2]
- Accordo tra il governo della Federazione Russa e il governo dell'Ucraina sull'utilizzo di testate nucleari.[3]
- Accordo tra l'Ucraina e la Federazione Russa sull'attuazione di una supervisione sicura e autorevole per il funzionamento dei sistemi missilistici strategici delle forze strategiche situate sui rispettivi territori.[4]